# Kreditsicherungsrecht (Vereinigte Staaten)
Als Kreditsicherungsrecht (englisch Secured Transactions) bezeichnet man im Recht der Vereinigten Staaten ein Rechtsgebiet, das sich mit der Absicherung der Rückzahlung von Darlehen und anderen Kreditgeschäften (wie etwa Kauf auf Raten) durch eine Kreditsicherheit (collateral) beschäftigt: Bei Zahlungsverzögerung oder -ausfall (default) kann der Gläubiger (creditor) den collateral verkaufen und sich aus dem Erlös befriedigen. Es ist im 9. Artikel des Uniform Commercial Code geregelt. Dieser ist nicht bindendes Recht, kann aber von den Bundesstaaten in bundesstaatliches Recht übernommen werden. Zur vollen Sicherung sind nach dem UCC zwei wichtige Schritte erforderlich: attachment und perfection.

## Arten voncollateral
Die Arten von collateral sind äußerst vielfältig. Sie können in Fahrnis, Rechten, Immaterialgüter etc. bestehen. Man unterscheidet u. a.:
1. Konsumgüter (consumer goods)
2. Inventar (inventory)
3. Einrichtung (equipment)
4. Forderungen (account, hierbei handelt es sich nicht um Bankkonten, wie die Bezeichnung nahelegt, sondern um sog. accounts receivable)
5. Bankkonten (deposit accounts)

## Attachment
Durch attachment entsteht überhaupt erst ein security interest an einem collateral. Üblicherweise erzeugen die Parteien dies über ein unterzeichnetes security agreement. Für dessen Wirksamkeit sind drei Voraussetzungen notwendig:
1. es muss das collateral hinreichend beschreiben,
2. der Sicherungsschuldner muss irgendein Recht am collateral innehaben,
3. der Sicherungsgläubiger muss eine Gegenleistung erbracht haben (give value).

Ferner kann attachment durch Besitz (possession) oder Kontrolle (control) des collateral erfolgen.

## Perfection
Durch die perfection gibt der Sicherungsgläubiger schließlich Dritten Kenntnis davon, dass er ein security interest innehat. Hierdurch stellt er seine Priorität gegenüber anderen Gläubigern sicher. Hierzu muss er ein financing statement an die zuständige Stelle des jeweiligen Bundesstaates übersenden. Besondere Regeln gelten allerdings für die perfection eines security interest an Kraftfahrzeugen, Bestandteilen (fixture) von Grundbesitz, Dingen in Besitz oder Kontrolle des Sicherungsgläubigers. Eine besondere Stellung nehmen sog. purchase money security interests für Konsumgüter ein.

## Priority(~ Rang)
Für den Rang mehrerer security interests gelten folgende Regeln:
1. perfected security interests haben Vorrang vor unperfected security interests,
2. sind mehrere security interests bereits perfected geht dasjenige vor, das zuerst den Antrag auf perfection gesandt hat oder tatsächlich zuerst perfected war,
3. purchase money security interests haben immer Vorrang vor nicht-purchase money security interests,
4. perfected security interests haben Vorrang vor Konkursgläubigern,
5. wer im gewöhnlichen Geschäftsverkehr (ordinary course of business) kauft, kann ohne jeglichen security interests erwerben.

## Rechte bei Zahlungsausfall
Bei default des Schuldners kann der Sicherungsgläubiger das collateral ohne staatliche Mitwirkung in seinen Besitz oder unter seine Kontrolle bringen, soweit es hierdurch nicht zu einem breach of the peace kommt. Breach of the peace ist jede Handlung, der die Möglichkeit von gewaltsamen Folgehandlungen innewohnt.